# Йовна Аллас
Ларс Йон (Йовна) Віктор Аллас (швед. Lars Jon (Jovna) Viktor Allas; нар. 15 січня 1950) — саамський політик.
Член Саамського парламенту з 1993 по 2013 роки, Голова Саамського парламенту у 1993—1997 роках, і віце-президент у 1997—2001 роках. 
Йовна Аллас живе в Каттувуомі в муніципалітеті Кіруна . 
Шведський міністр сільського господарства Ескіл Ерландссон у жовтні 2009 року підписав Конвенцію між Швецією та Норвегією про транскордонне оленярство.  Кілька саамських сіл поставили під сумнів право уряду укласти міжурядову угоду з Норвегією, яка передбачає обмеження прав користування приватних юридичних осіб. Адміністративним судом визнано, що Конвенція не порушує цивільних прав, після чого Йовна Аллас звернувся до Європейського суду, де знаходиться справа (березень 2012 року).